# Lemon Sky
Lemon Sky es una película para la televisión de 1988 escrita por Lanford Wilson, basada en la obra de teatro del mismo nombre. Fue dirigida por Jan Egleson. 

## Trama
La historia es sobre un adolescente que se muda a San Diego (California) en la década de 1950 para vivir con su padre y nueva familia. Alan, protagonista de la historia y personaje interpretado por Kevin Bacon, se enfrentará con sus problemas en el seno de su nueva familia.

## Reparto
- Kevin Bacon como Alan.
- Tom Atkins como Douglas.
- Lindsay Crouse como Ronnie.
- Kyra Sedgwick como Carol.
- Welker White como Penny.
- Casey Affleck como Jerry.
- Peter MacEwan como Jack.